# Diether Kramer
Diether Kramer (* 22. Jänner 1942 in Graz; † 1. September 2016) war ein österreichischer Prähistoriker und Mittelalterarchäologe.

## Leben
Kramer war ab 1977 als wissenschaftlicher Mitarbeiter in der Abteilung für Vor- und Frühgeschichte des Universalmuseum Joanneum tätig und wirkte hier bis 2007. 1981 erfolgte seine Promotion an der Universität Salzburg mit der Dissertation „Vom Neolithikum bis zur römischen Kaiserzeit. Untersuchungen zur ältesten Besiedelungsgeschichte der Steiermark, mit besonderer Berücksichtigung der mittelsteirischen Höhensiedlungen“. Von 1998 bis 2007 leitete Kramer das Referat „Ur- und Frühgeschichtliche Sammlung“ des Joanneums. Er war von 1988 bis zu seinem Tod Mitglied der Historischen Landeskommission für Steiermark und gehörte von 1992 bis 2006 deren Ständigem Ausschuss an. Ab 2001 war er Honorarprofessor für Prähistorische Archäologie und Mittelalterarchäologie an der Karl-Franzens-Universität Graz.
Im Zuge seiner archäologischen Tätigkeiten, welche sich über mehrere Jahrzehnte erstreckten, führte er Ausgrabungen verschiedener prähistorischer Höhensiedlungen in der Steiermark durch. So führte er unter anderem mit dem Archäologen Gerald Fuchs 1984 Notgrabungen auf dem Kögelberg durch. Hierbei wurde das Idol vom Kögelberg gefunden. Des Weiteren führte er die Nachgrabung des Kröllkogels, eines der Fürstengräber der Nekropole der hallstattzeitlichen Siedlung auf dem Burgstallkogel bei Großklein, durch.
Ausgrabungen auf dem Gebiet der Stadt Graz, etwa im Hof des Stammhauses des Universalmuseums Joanneum, am Grazer Hauptplatz und am Karmeliterplatz, brachten unter anderem mittelalterliche Funde und Gräber der Urnenfelderkultur zutage. Dies führte zu einer Neubetrachtung der frühen Grazer Stadtgeschichte. In Zusammenarbeit mit dem Römisch-Germanischen Zentralmuseum in Mainz beteiligte er sich an der Restaurierung des Kultwagens von Strettweg.
Im Laufe seiner akademischen Karriere tätigte Kramer mehr als 180 Veröffentlichungen, darunter auch mehrere Monografien, und kuratierte zahlreiche Ausstellungen, wie etwa „Das Antlitz des Königs“ mit den Funden aus dem Kröllkogel. Neben seinen Forschungen zur Prähistorie und dem Frühmittelalter engagierte sich Kramer auch in der historischen Burgenforschung. Beispielsweise war er Mitglied des Comité permanent von Château Gaillard und wirkte in der Kommission zur Feststellung von Zerstörungen am kulturellen Erbe Kroatiens im Zuge der Jugoslawienkriege mit.